# Helemba-sziget
Helemba-sziget (slovakiska: Chľabanský ostrov) är en ö i Ungern.   Den ligger i provinsen Komárom-Esztergom, i den nordvästra delen av landet, 40 km nordväst om huvudstaden Budapest.